# Бытонь (гмина)
Бытонь (пол. Bytoń) — сельская гмина (волость) в Польше, входит как административная единица в Радзеювский повет, Куявско-Поморское воеводство. Население — 3731 человек (на 2008 год).

## Сельские округа
1. Борово
2. Будзислав
3. Бытонь
4. Вандыново
5. Витово
6. Домбрувка
7. Литыхово
8. Людвиково
9. Можице
10. Насилово
11. Негибалице
12. Новы-Двур
13. Псцинек
14. Псцинно
15. Свеш
16. Стефаново
17. Стружево
18. Чарноцице

## Соседние гмины
1. Гмина Осенцины
2. Гмина Пётркув-Куявски
3. Гмина Радзеюв
4. Гмина Топулька